# Joint Task Force
Joint Task Force (tạm dịch: Biệt đội giải cứu) là trò chơi máy tính thuộc thể loại chiến lược thời gian thực lấy chủ đề chiến tranh hiện đại trong bối cảnh chống khủng bố trên toàn cầu do hãng Wanted Entertainment phát triển và Sierra Entertainment phát hành vào ngày 12 tháng 9 năm 2006.

## Cốt truyện
Lấy bối cảnh thế giới năm 2008, khi đó, chủ nghĩa khủng bố đang dần dần lớn mạnh và là nỗi lo sợ của các quốc gia trên thế giới. Để đối phó với cuộc khủng hoảng này, các quốc gia khối G8 liên kết lại thành lập 1 biệt đội có cơ cấu như biệt đội gìn giữ hòa bình của Liên Hợp Quốc mang tên Joint Task Force (JTF). Biệt đội này ít cồng kềnh và có xu hướng sử dụng bạo lực cứng rắn hơn. Được trang bị hiện đại cả về vũ khí và khí tài, nhiệm vụ chính của JTF là gìn giữ hòa bình cũng như trấn áp nhanh các cuộc chiến do quân khủng bố gây ra. Người chơi sẽ cùng tham gia vào vai viên chỉ huy phe JTF tham gia vào các trận chiến khốc liệt nhất tại các điểm nóng từ Somalia, Iraq, Colombia cho đến Bosnia.

## Cách chơi
Với 20 nhiệm vụ được chia thành 5 chương chính, JTF chỉ chú trọng tới phần chiến đấu mà không lấy việc việc xây dựng căn cứ,thu thập các loại tài nguyên như bao game RTS truyền thống khác, cụ thể game sẽ giao cho người chơi một nhóm quân nhỏ và mục tiêu chính là phải nhanh chóng hoàn thành các nhiệm vụ trong từng màn chơi. Mỗi khi hoàn tất một nhiệm vụ, nhóm quân của người chơi sẽ nhận được một khoản tiền thưởng đủ để nâng cấp từng đơn vị quân và kêu gọi thêm nhiều loại quân tiếp viện mới.